# Bruno Colella
Bruno Colella (* 4. September 1955 in Neapel) ist ein italienischer Schauspieler und Filmregisseur.

## Leben
Colella arbeitete zunächst als Musiker und Liedermacher und wechselte in den 1980er Jahren auf die Bühne, wo er u. a. in Ein-Mann-Shows agierte. Später arbeitete er als Autor und Schauspieler für die  Bühne, inszenierte aber auch Dokumentarfilme und Musikvideos. Im Kino trat er in einer Handvoll Nebenrollen auf.
1992 inszenierte Colella seinen Debütfilm als Regisseur, Amami, in dem er auch mitwirkte. Im Gegensatz zu diesem vielbeachteten Film blieb sein 1999 entstandener Voglio stare sotto al letto eher unbemerkt. 2004 folgte sein bislang letzter Film.
In Rom gründete Colella 1998 das Teatro della Bugia.

## Filmografie (Auswahl)
- 1992: Nimm’s nicht krumm, Daddy (Amami)
- 1999: Voglio stare sotto al letto
- 2004: Ladri di barzellette